# Коронавірусна хвороба 2019 у Танзанії
Коронаві́русна хворо́ба 2019 у Танза́нії — розповсюдження пандемії коронавірусу територією Танзанії.
Перший випадок появи коронавірусної хвороби було виявлено на території Танзанії 16 березня 2020 року.
Станом на 7 квітня 2020 року у Танзанії було виявлено 24 випадки захворювання на COVID-19. Одна людина померла.
Із 29 квітня дані щодо коронавірусу перестали надходити.

## Хронологія
16 березня було підтверджено перший випадок захворювання у Танзанії. Інфікованою виявилася 46-річна жінка, котра подорожулавала країнами Європи (Бельгія, Швеція, Данія) 3 по 13 березня.
18 березня було зареєстровано ще два випадки захворювання у Танзанії.
19 березня кількість підтверджених випадків коронавірусу в країні зросла до 6, 5 з них в Дар-ес-Салам і 1 на Занзібарі.
31 березня міністр охорони здоров'я Танзанії повідомила про перший у країні летальний випадок від коронавірусу, помер 49-річний чоловік.
29 квітня у Танзанії перестали офіційно публікувати дані щодо коронавірусу. На той момент було 509 інфікованих, 21 смерті і 183 вилікуваних.